# Такэити, Масатоси
Масатоси Такэити (Masatoshi Takeichi; род. 27 ноября 1943, Нагоя) — японский биолог, цитолог. Член Японской АН (2000) и иностранный член Национальной АН США (2007). Директор центра по биологии развития RIKEN (с 2000), прежде многолетний профессор Киотского университета. Лауреат премии Японии (2005). Наиболее известен как первооткрыватель кадгеринов.
Окончил Нагойский университет как бакалавр (1966) и магистр (1968) биологии. В 1973 году получил докторскую степень по биофизике в Киотском университете. С 1970 по 2002 год в последнем первоначально ассистент-профессор, с 1978 года ассоциированный профессор, с 1986 года профессор. С 2000 года директор центра по биологии развития RIKEN. Ассоциированный член EMBO (2009). Член редколлегии Developmental Cell.

## Награды и отличия
- Tsukahara Nakaakira Award (1989)
- Chunichi Culture Award (1992)
- Osaka Science Award (1993)
- Премия Асахи (1993)
- Премия Princess Takamatsu Cancer Research Fund (1995)
- Премия Японской академии наук (1996)
- Uehara Award (1996)
- Ross Harrison Prize[англ.] (2001)
- Keio Medical Science Prize[англ.] (2001)[8]
- Person of Cultural Merit[англ.] (2004)[9]
- Премия Японии (2005)
- Thomson Reuters Citation Laureate по физиологии и медицине (2012)[10]